# آلمندرال د لا کانیادا
آلمندرال د لا کانیادا (به اسپانیایی: Almendral de la Cañada) یک شهرستان در اسپانیا است که در استان تولدو واقع شده‌است.

## خصوصیات
آلمندرال د لا کانیادا ۳۴ کیلومترمربع مساحت و ۳۶۸ نفر جمعیت دارد و ۶۲۰ متر بالاتر از سطح دریا واقع شده‌است.